# チョコレートチップシースター

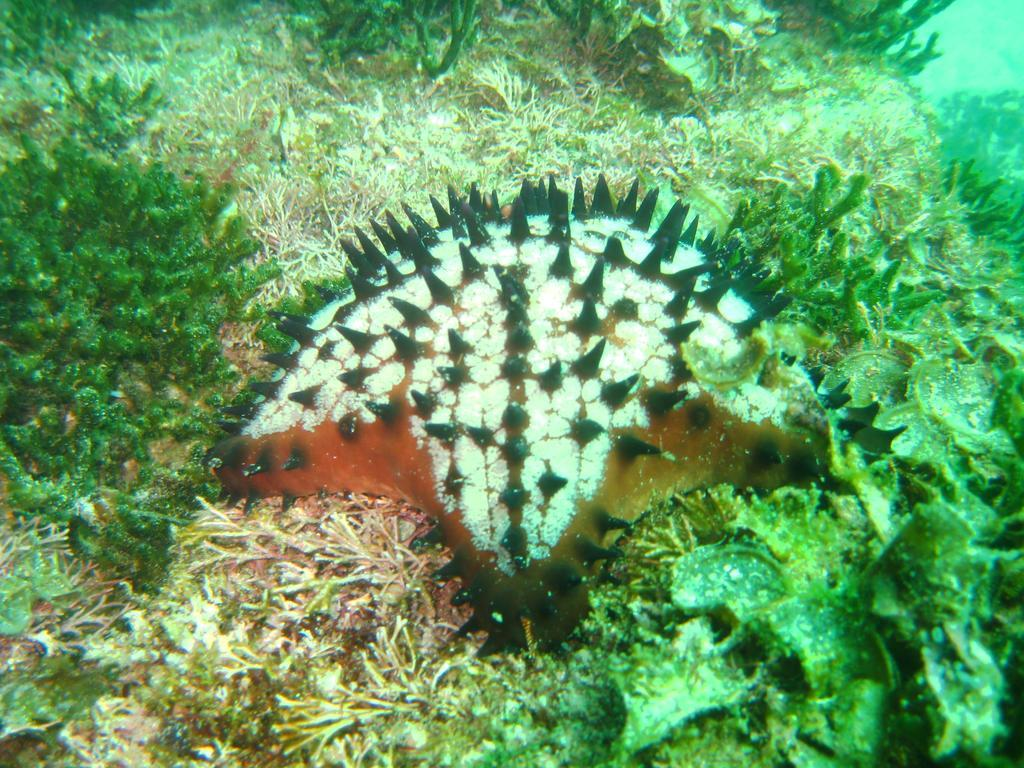
ニドレリア・アルマタ

チョコレートチップシースター（chocolate chip star、ニドレリア・アルマタ（Nidorellia armata）は、ヒトデ綱アカヒトデ目コブヒトデ科Protoreastor属のヒトデ。

## 概要
紅海、西太平洋や太平洋に分布。ラグーンや藻場や砂泥底に生息している。体が硬いので岩場には隠れられない。5本腕、チョコチップのような突起が多数生えている。白・黄色・茶色などが生息。
土にいる有機物を食べている。
日本では葛西臨海水族園に展示されている。
別種にもこの名が付いているが、突起の散らばりでわかりやすい。